# Серро-Ель-Муерто
Се́рро-Ель-Муе́рто (ісп. Cerro el Muerto, інколи El Muerto — «смерть» або «гора смерті») — гірська вершина масиву Пуна-де-Атакама в Андах. Зазвичай вершина вважається 16-тою за висотою вершиною на чилійсько-аргентинському кордоні. Перше відоме сходження було здійснене в 1950 році Бенастіньйо, Альварадо й Альваресами. Вершина не дуже популярна серед альпіністів через складність орієнтування. Набагато більшу увагу отримує сусідня вершина Охос-дель-Саладо, друга за висотою вершина Південної Америки та найвищий у світі вулкан.